# Elecciones parlamentarias de Sudán de 1986
Las elecciones legislativas de Sudán de 1986, contemplaron la renovación de los 260 escaños de la Asamblea Nacional de Sudán. Se llevaron a cabo del 1 y 12 de abril de 1986, y obtuvo una victoria rotunda el Partido Umma, con 100 escaños. Esta es la primera elección multipartidista en casi veinte años.

## Asamblea Nacional
La Asamblea Nacional o Majlis Watani es una cámara de representantes unicameral, que posee la representatividad de la ciudadanía y es elegida por votación directa. Los requisitos para postular a la Asamblea es tener al menos 30 años de edad, saber leer y escribir y no estar condenado a delito relacionado con el honor y la moral.
Los electores son toda persona calificada para inscribirse en el censo electoral, mayor de 18 años, con asentamiento temporal superior a seis meses en un espacio geográfico, dejando fuera a los nómades y seminómades del país). Las personas declaradas interdictas no poseen plenos derechos ciudadanos.

## Antecedentes
Cabe mencionar, que la Asamblea Nacional escogida en 1982 se disolvió a través de un golpe militar en 1985, instalándose un Consejo Militar Transitorio que se comprometió a renunciar a favor de un gobierno civil después de un año de gobierno de transición. Las elecciones de 1986 fueron las primeras elecciones multipartidistas en el país en casi dos décadas y se dio a la tarea de redactar una nueva Constitución y establecer un nuevo Gobierno.

## Campaña
La campaña electoral duró solo un par de meses, con unos mil candidatos de 30 diferentes distritos electorales, representando a todo el espectro político sudanés tras la apertura a una democracia pluralista. Las elecciones se suspendieron en algunas circunscripciones del sur, debido a la falta de seguridad para ejercer campaña.

## Resultados electorales
|  | 38,46 % |

|  | 24,23 % |

|  | 19,62 % |

|  | 3,85 % |

|  | 3,08 % |

|  | 3,08 % |

|  | 2,70 % |

|  | 1,15 % |

|  | 0,77 % |

|  | 0,38 % |

|  | 0,38 % |

|  | 2,30 % |

|  | 99,10 % |

|  | 0,90 % |

|  | 80,0 % |